# 현장

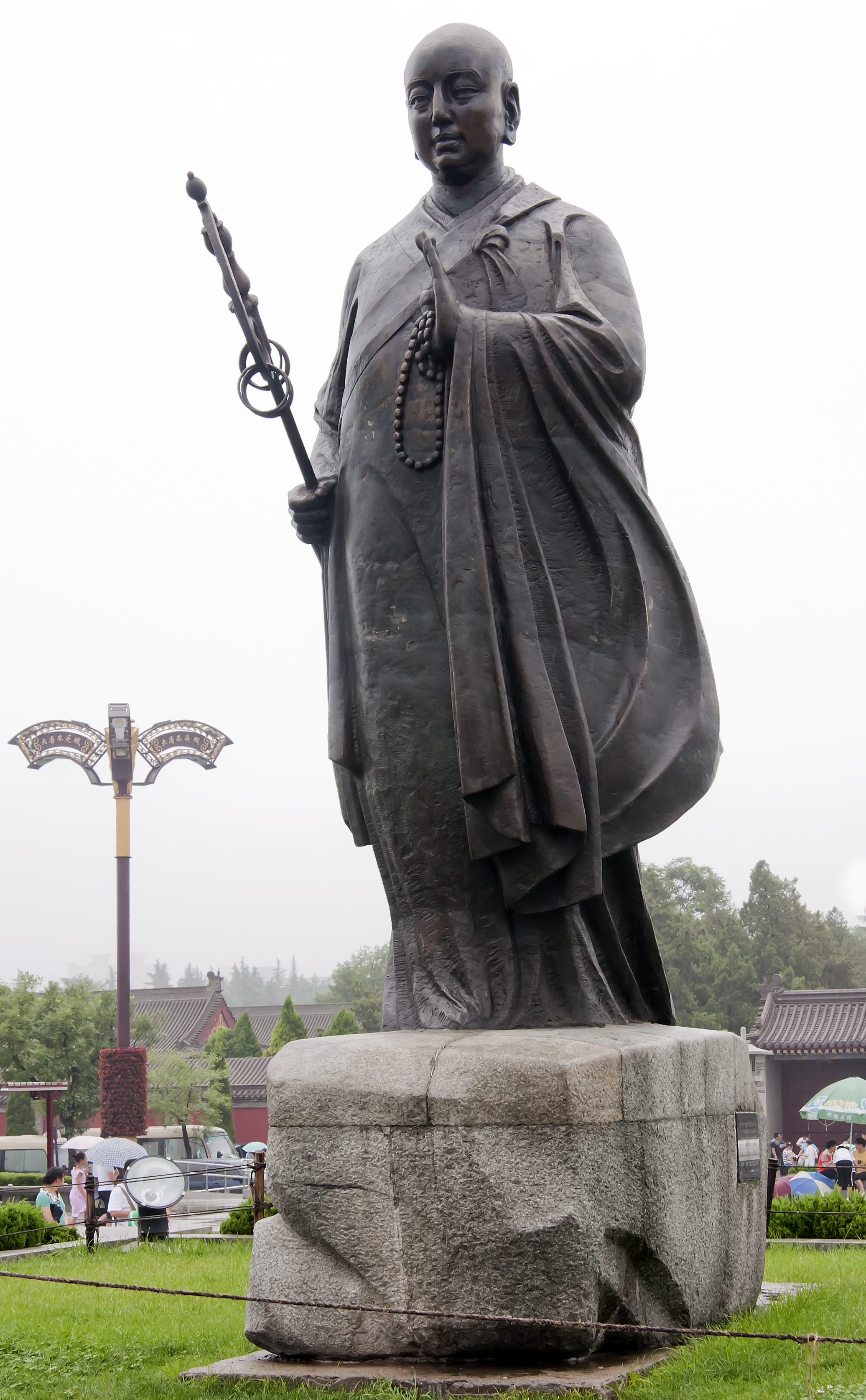
현장

현장(玄奘, 602년 4월 6일 ~ 664년 3월 7일)은 당나라 초기 고승이자 번역가이며, 흔히 현장삼장(玄奘三藏)으로 불린다. 10세 때 형을 따라 낙양의 정토사에서 불경을 공부했고, 13세 때 승적에 이름을 올려 현장이라는 법명을 얻었다. 그를 부르는 또 다른 명칭은 삼장법사인데, 삼장(三藏)이란 명칭은 경장(經藏) · 율장(律藏) · 논장(論藏)에 능해서 생긴 별칭이다.
현장은 당시의 한문 불교 경전의 내용과 계율에 대한 의문점을 팔리어와 산스크리트어 원전에 의거하여 연구하려고 627년 또는 629년에 인도의 푸슈야브후티로 떠났으며 645년에 귀국하였다. 그는 귀국 후 사망할 때까지 만 19년에 걸쳐 자신이 가지고 돌아온 불교 경전의 한문 번역에 종사하였다. 그 번역은 원문에 충실하며 당시 번역법이나 번역어에 커다란 개혁을 가져왔다. 이 때문에 종래 번역을 구역(舊譯)이라 부르고, 현장 이후 번역을 신역(新譯)이라고 부른다. 현장은 중국 불교의 법상종 · 구사종(俱舍宗)의 개조(開祖)다.
또 그는 자신의 인도 여행 견문기를 《대당서역기》에 통합 정리하여 태종에게 진상하였다. 이 책은 당시 인도나 중앙아시아(서역)를 알기 위한 제1급의 사료다. 또한 문학적으로는 현장의 천축 여행을 모티브로 하여 명나라 시대에 《서유기》라는 소설이 생겼다.

## 행적
본래 중국의 승려들은 법에 의해 모여 살아야 했는데, 현장 승려는 여행을 했기 때문이다. 장안을 출발하여 인도에 이르는 현장 승려의 행로는 그의 여행기 《대당서역기》에 잘 나타나 있는데, 《만화 십팔사략》에 의하면 불교를 믿는 관리들이 통행증을 내주고 위험한 길을 미리 알려주었다고 한다.
627년 (일설에는 629년) 인도로 출발하여, 쿠차와 투르판 등의 서역을 거쳐 아프가니스탄, 파키스탄 등의 행로를 거쳐 천축의 날란다 사원에 들어가게 된다.
그의 저서는 명나라 때 오승은(吳承恩)에 의해 《서유기》라는 소설로도 각색되었는데, 그의 흔적인 쿠차와 투르판 등에서 뚜렷이 찾아볼 수 있다. 현장법사가 천축으로 불경을 구하러 가는 길에 국문태의 초대를 받아 630년 2월경에 도착하여 1개월간 카라호자에 들러 이 곳에서 법회를 열어 한 달 동안 《인왕반야경》(仁王般若經)을 설법했는데, 그때 법회를 열었던 건물은 복원이 되어 있다. 카라호자의 왕 국문태에게 융숭한 대접을 받고, 노잣돈으로 많은 선물을 받았는데, 그 후 10여 년 유학을 끝내고 불경을 가지고 다시 카라호자에 들러 당나라로 귀환을 하려고 했으나, 그때는 이미 현장법사의 모국인 당나라에 멸망한 뒤였고 사람들도 다 떠난 뒤였다고 한다. 할 수 없이 현장은 카라호자에 들러지 않고 바로 당나라로 귀환하게 된다.

## 저서
《대당서역기》: 총21권이며, 그의 17년간(629-645)의 구법 행적을 정리한 것으로 그가 정리하여 그의 사후 646년에 완성되었다. 대당서역기는 현장이 직간접 경험 한 138개국 풍토와 전설, 관습 등 정리한 방대한 서적이다. 이것은 고대 및 중세 초 중앙아시아와 서남아시아의 역사나 교류사를 연구하는 데 귀중한 사료로 평가받고 있다. 특히 문헌기록이 미흡한 인도 고대사를 연구하는 데 있어 일차 사료로 유용하게 이용하고 있다. 그리고 현장은 5천축 80개국 중 75개국이나 역방하면서 사실적인 기록을 남겨놓음으로써 할거로 점철된 인도역사를 통일적으로 파악하는 데 더 없이 소중한 자료를 제공해 주고 있다.
<<대당대자은사삼장법사전>>  10권

## 서유기에서 묘사된 현장

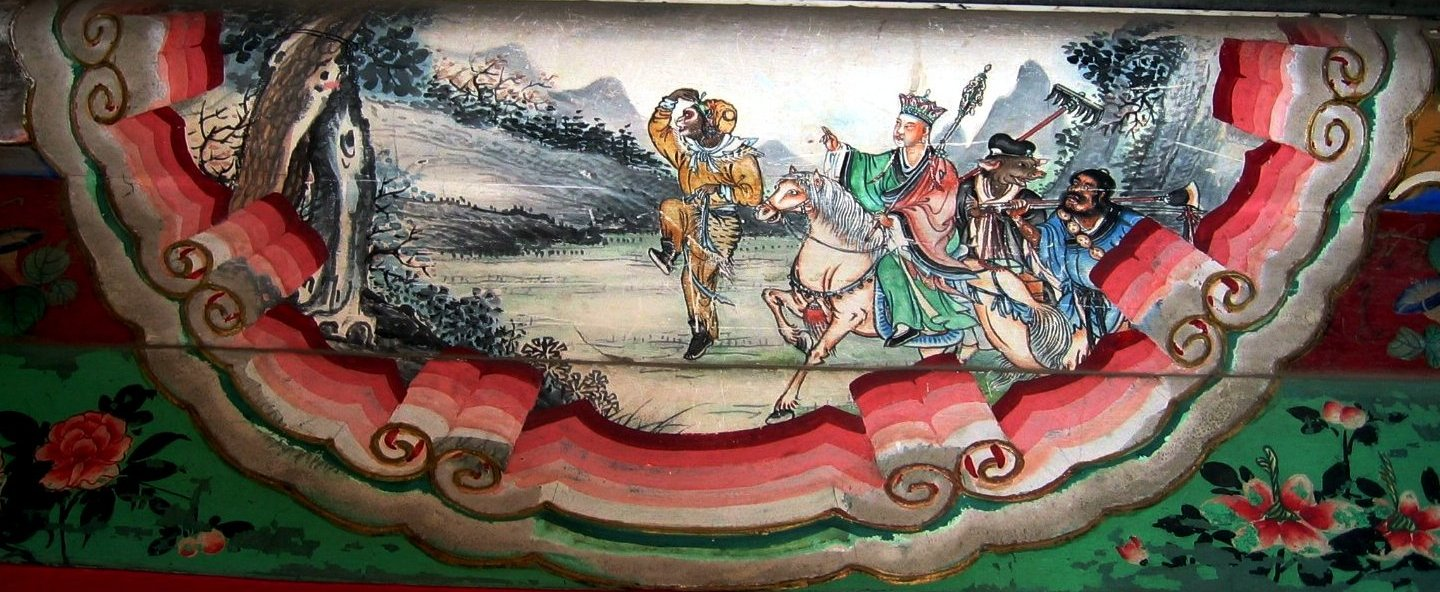
서역으로 불경을 가지러 떠나는 삼장법사 일행(서유기)

《서유기》에서 현장은 삼장법사로 묘사한다. 불경 구하러 천축으로 가던 도중 옥황상제에게 싸움을 건 죄로 산 밑에 500년째 깔려있던 손오공의 형벌을 면제해주고 손오공을 통제하기 위해 손오공에게 금고아를 머리에 씌운다. 그 이후 손오공을 데리고 다니면서 천축으로 향하던 도중 저팔계와 사오정을 만나 일행에 포함시켰다. 이렇게 삼장, 손오공, 저팔계, 사오정은 불경을 구하러 천축으로 여행을 떠나는데 여행 도중 여러 요괴를 만나지만 손오공의 활약으로 위기를 모면한다. 그런데 일방적인 것은 거의 전부의 요괴는 모두 손오공이 무찌른다는 것이다.

## 관련 사적
- 《구당서》 권191, 〈열전〉141, 현장
- 《송고승전》 권24, 당 현주 백마사 현장전

## 같이 보기
- 중국 불교
- 법상종
- 가오창
- 대당서역기
- 서유기